# داريل غلين
داريل غلين (بالإنجليزية: Darryl Glenn)‏ هو سياسي أمريكي، ولد في 10 أكتوبر 1965. حزبياً، نشط في الحزب الجمهوري.

## وصلات خارجية
- الموقع الرسمي